# 大中臣兼興
大中臣 兼興（おおなかとみ の かねき）は、平安時代中期の貴族。伊勢神宮祭主。伊勢介・大中臣時用の孫で、春日神主・大中臣理平の長男。官位は従四位下・斎宮頭。

## 経歴
三条朝の長和3年（1013年）斎宮助に任ぜられる。叙爵後、後一条朝の寛仁2年（1018年）に神祇権少副に任官。治安3年（1023年）従五位上に進み、長元4年（1031年）神祇大副に転じる。長元7年（1034年）には正五位下に昇叙されている。
後朱雀朝の長暦3年（1039年）6月に伊勢神宮祭主に補任されるが、8月7日に伊勢神宮の託宣および中臣氏二門の氏人の愁訴によって祭主の職を追われ、若狭守に遷任された。のち、従四位下に叙せられ、長久4年（1043年）に若狭守の任期が終わると共に斎宮頭に任ぜられている。
後冷泉朝の永承2年（1047年）9月9日に卒去。享年76。

## 官歴
注釈のないものは「中臣氏系図」（『群書類従』巻第62所収）による。
- 長和3年（1013年） 8月24日：斎宮助[1]
- 時期不詳：従五位下
- 寛仁2年（1018年） 9月：神祇権少副
- 治安3年（1023年） 正月6日：従五位上
- 長元4年（1031年） 11月28日：神祇大副
- 長元7年（1034年） 正月12日：正五位下
- 長暦3年（1039年） 6月23日：伊勢神宮祭主。8月7日：若狭守[2]、辞祭主[3]
- 時期不詳：従四位下
- 長久4年（1043年） 日付不詳：斎宮頭[要出典]
- 永承2年（1047年） 9月9日：卒去[要出典]

## 系譜
「中臣氏系図」（『群書類従』巻第62所収）による。
- 父：大中臣理平
- 母：不詳
- 生母不明の子女
  - 男子：大中臣兼任
  - 男子：大中臣兼国